# Nasonovia ranunculi
Nasonovia ranunculi är en insektsart som beskrevs av Heie 1979. Nasonovia ranunculi ingår i släktet Nasonovia och familjen långrörsbladlöss. Inga underarter finns listade i Catalogue of Life.